# Marceli Lemieszewski
Marceli Lemieszewski (ur. 15 kwietnia 1878 w Piaskowicach, zm. 28 lub 30 czerwca 1925 w Ruszkowie) – polski prawnik, cywilista, adwokat, sędzia.

## Życiorys
Marceli Lemieszewski urodził się w Piaskowicach, w ówczesnej guberni kaliskiej. W 1897 ukończył Męskie Gimnazjum Klasyczne w Kaliszu, odznaczony złotym medalem, a następnie podjął studia prawnicze na Wydziale Prawa Uniwersytetu Warszawskiego, które ukończył w 1901. Uzyskał tytuł naukowy kandydata praw na podstawie pracy Cesja wierzytelności podług prawa francuskiego. Rozpoczął aplikację w sądzie okręgowym w Warszawie od stanowiska młodszego aplikanta. W 1903 był młodszym kandydatem do posad sądowym w sądzie okręgowym w Warszawie. W 1903 zdał egzamin na starszego aplikanta i został mianowany podsekretarzem. Początkowo pracował w wydziale karnym, później w wydziale cywilnym zostając specjalistą w tej gałęzi prawa. Podczas represji po rewolucji 1905 roku został skierowany w 1907 przez prezesa sądu do odczytywania wyroków śmierci na miejscu wykonywania egzekucji, czemu się sprzeciwił i złożył dymisję z urzędu. Wówczas rozpoczął aplikację adwokacką. Został adwokatem przysięgłym. W 1909 został wybrany zastępcą członka Koła Prawników Polskich w Warszawie. Podczas I wojny światowej w 1915 został sekretarzem wydziału wykonawczego Delegacji Adwokatury Warszawskiej. W 1916 jako adwokat przysięgły został urzędu pojednawczego sekcji mieszkaniowej Zarządu Miasta Stołecznego Warszawy. Od września 1917 był członkiem magistratury polskiej. Po odejściu Rosjan, współtworzył sądy obywatelskie i został członkiem sądu okręgowego w Warszawie w 1917. Został wiceprezesem tego sądu 4 czerwca 1918 i był przewodniczącym wydziału cywilnego.
Po odzyskaniu przez Polskę niepodległości wstąpił do służby sądowniczej II Rzeczypospolitej. Pełnił stanowisko sędziego, wiceprezesa, a od końca 1919 prezesa Sądu Okręgowego w Warszawie. Z tej funkcji został mianowany sędzią Sądu Apelacyjnego w Warszawie od 13 grudnia 1920. 17 listopada 1921 został mianowany sędzią Sądu Najwyższego, w którym pracował w I Izbie zajmującej się sprawami cywilnymi. Z dniem 30 czerwca 1925 został zwolniony ze służby. Zasiadł w komisji rewizyjnej Towarzystwa Prawniczego w Warszawie. Działał w Towarzystwie Ustawodawstwa Cywilnego, komitecie redakcyjnym „Orzecznictwa Sądów Polskich”.
2 maja 1923 został odznaczony Krzyżem Komandorskim Orderu Odrodzenia Polski „w uznaniu zasług, położonych dla Rzeczypospolitej Polskiej na polu organizacji i administracji sądownictwa”.
Zmarł 28 lub 30 czerwca 1925 w wieku 48 lat podczas pobytu w Ruszkowie w rodzinnych stronach. 